# IC 2577
IC 2577 ist eine Spiralgalaxie vom Hubble-Typ Sb im Sternbild Kleiner Löwe am Nordsternhimmel. Sie ist schätzungsweise 289 Millionen Lichtjahre von der Milchstraße entfernt.
Das Objekt wurde am 12. Mai 1896 von Stéphane Javelle entdeckt.